# Pseudamycus
Genre
Pseudamycus est un genre d'araignées aranéomorphes de la famille des Salticidae.

## Distribution
Les espèces de ce genre se rencontrent en Asie du Sud-Est, en Asie du Sud et en Mélanésie.

## Liste des espèces
Selon World Spider Catalog (version 18.0, 08/05/2017) :
- Pseudamycus albomaculatus (Hasselt, 1882)
- Pseudamycus amabilis Peckham & Peckham, 1907
- Pseudamycus bhutani Żabka, 1990
- Pseudamycus canescens Simon, 1899
- Pseudamycus evarchanus Strand, 1915
- Pseudamycus flavopubescens Simon, 1899
- Pseudamycus hasselti Żabka, 1985
- Pseudamycus himalaya (Tikader, 1967)
- Pseudamycus sylvestris Peckham & Peckham, 1907
- Pseudamycus validus (Thorell, 1877)

## Publication originale
- Simon, 1885 : Arachnides recueillis par M. Weyers à Sumatra. Premier envoi. Annales de la Société Entomologique de Belgique, vol. 29, p. 30-39 (texte intégral).